# Восточно-фризский земельный музей в Эмдене
Восточно-фризский земельный музей в Эмдене (нем. Ostfriesisches Landesmuseum Emden) — краеведческий музей региона Восточная Фризия, расположенный в городе Эмден. Был основан в 1820 году; открылся в здании городской ратуши в 1962. В его постоянную экспозицию — посвященной искусству и истории как города, так и региона — входят экспонаты из фонда в более чем 50 000 предметов; регулярно проводит специализированные выставки. Музей рассматривает себя как европейский региональный музей: своей задачей он видит всестороннее междисциплинарное изучению истории искусства и культуры региона; всего того, что образует региональную самобытность.

## История и описание
26 марта 1820 года шесть граждан города Эмден основали «Общество визуальных искусств и отечественных древностей в Эмдене»: заявленной целью общества было сохранение и демонстрация художественных сокровищ из частных собраний города. Организация появилась на фоне длительной распродажи восточно-фризских культурных ценностей в другие регионы. В 1832—1833 годах ассоциация приобрела здание на улице Кирхштрассе, где основала публичную художественную и краеведческую библиотеку. В 1869 году организация купила общественный центр на улице Гросс-штрассе, где экспонаты впервые были выставлены уже на постоянной основе — это положило начало современном музею, который, таким образом, является старейшим музейным учреждением во всей Восточной Фризии. Уже в 1877 году здание получило пристройку для расширения экспозиции.
Уже после прихода к власти в Германии национал-социалистов, в 1934 году, музей получил своё нынешнее название. Благодаря передачи экспонатов в другие учреждения, коллекцию удалось почти полностью сохранить в годы Второй мировой войны. В 1962 году фонды Общества были объединены с фондами города Эмден и выставлены в недавно восстановленной городской ратуше. Постепенно музей разросся, а мэрия переехала в другое помещение: таким образом слово «ратуша» отражает только исторические функции здания музея. С 2003 по 2005 годы земельный музей был закрыт: за это время он был полностью перестроен; стоимость трансформации составила более восьми миллионов евро. 6 сентября 2005 года в Эмдене состоялось торжественное открытие музея «Ostfriesisches Landesmuseum Emden» с обновленной постоянной экспозицией.
В центре внимания музейной коллекции находится история искусства и культуры как города Эмдена, так и региона Восточная Фризия, а также — их международные (в особенности, европейские) отношения. В коллекциях насчитывается более 50 000 предметов. Большинство из них были собраны обществом «отечественных древностей»: к ним относятся картины голландских художников XVI—XVIII веков, работы восточно-фризских и северогерманских живописцев XIX и XX веков, а также — гравюры, графика и карты, включая морские. Основанный в ноябре 2011 года специальный фонд «формирует правовые и организационные рамки» для дальнейшего приобретения произведений современных художников, связанных с северо-западной Германией.
Кроме того, музей получил в своё распоряжение и скульптуры, преимущественно работы в рамках церковного искусства, созданные до Реформации; коллекция монет, столового серебра и предметов быта XIX и XX веков были получены из поместий региона и в результате пожертвований. Археологический раздел музея представляет утварь, начиная от раннего поселения на месте будущего города до Нового времени. Знаменитый скелет древнего человека, извлечённый из местного болота, также является частью коллекции: с 2016 года он представлен в отдельном выставочном пространстве. Предметы из сокровищницы города Эмден, его арсенала, а также — витражи исторической ратуши нашли своё место в музейном пространстве.